# 鸡公碗

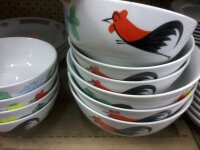
山貨店售賣的雞公碗

雞公碗、公雞碗，客家人稱為雞公缽，闽南人稱為雞角碗、起家碗，為中國粤港和閩南地區的一種傳統碗。由於是香港電視廣播有限公司以及周星馳電影中經常出現的道具，於2013年初在網上經網友於微博上發掘出來而成為熱門話題。

## 歷史
雞公碗最早出現在明朝成化年間，當時是王公貴族喜愛的珍品，在清朝時期以及1960年代時候為中低下階層的普遍用具。清末民初的雞公碗在江西省燒製，但生產成本高，不敵廉價洋瓷，曾一度停產；後來潮汕地區接力生產，雞公碗又再度普及，更出口到東南亞及香港。1960年代時期，各戶人家皆有。

## 圖案
雞公碗的圖案除了公雞外還有其他陪襯，早期的雞公碗會在公雞旁繪有其他小鳥及花叢，後來則常配以牡丹、芭蕉。闽南语中，雞諧音「家」，有“起家”之意思。公鸡代表“旺”，有家庭兴旺之意。花（牡丹），即“花开富贵”，故以牡丹象徵富貴，而芭蕉是大葉植物，有「興家成大業」、「功名富貴」等吉祥寓意。農耕社會時期，以雞啼作警鐘，開始一日之勞作，因此雞公（粵語、閩語地區對公雞的稱呼）被賦有發家致富的良好願望，而雞公碗的含義更廣更闊。此外，还含有闽南风俗，如添男丁之意。早期的雞公碗圖案為人手繪製，近年則多改為機器印製，兩者質感不同。

## 網絡爆紅
2013年时，有網友於微博上發佈一系列圖片，各來自於香港電視廣播有限公司（TVB）的不同劇集，但都有一個共同點，就是雞公碗一直被使用，其劇集可以早至1983年版《射鵰英雄傳》，晚可以至2012年台慶劇《大太監》。該雞公碗更被網友等譽為“神道具”，稱其質量極好，居然可以用幾十年而不損。而中国內地媒體也有大肆報導。其後有網友補充在周星馳的8部電影裡也有出現。
TVB監製兼戲劇製作部經理莊偉建在2014年的采访中解释，“鸡公碗在上世纪60年代的香港是很多的[……]它是一个很平民化的东西，也有很多集体回忆在其中。所以TVB的古装戏、民初戏，在一些反映平民生活的场景里，肯定用得上；但宫廷戏就很少用，毕竟它不是一个贵族用的东西。你说TVB道具师对它情有独钟，我想是因为这个碗造型简单，色彩鲜艳而醒神，上镜好看，用蓝白色调的瓷碗上镜则显得单调一些。我制作的剧里用过多少次？哗，不记得了[……]不过现在香港市面也很少能买到这样的碗了，要商家专门为剧组定制，可能有些商家从媒体的话题里面闻到一些热度，才在网上热卖这个东西。”

## 外部連結
- TVB鸡公碗穿越十余部热播剧，网友赞其道具神器（页面存档备份，存于）